# Be on You
"Be on You" là đĩa đơn thứ tư trích từ album phòng thu thứ hai của Flo Rida, R.O.O.T.S.. Ca khúc có sự góp giọng của Ne-Yo và được sản xuất bởi Stargate. Trước đó vào tháng 7 năm 2009, ca khúc đã được gửi lên airplay, nhưng phải đến tháng 10 năm đó nó mới được chính thức chọn làm đĩa đơn, cùng lúc với việc quáng bá đĩa đơn "Jump".

## Xếp hạng
"Be on You" lọt vào bảng xếp hạng Billboard 100 ở vị trí thứ 75 vào tháng 4 năm 2009, dù chưa được phát hành dưới dạng đĩa đơn. Sau đó vào 30 tháng 7 năm 2009, "Be on You" cùng với "Jump" đã một lần nữa lọt vào bảng xếp hạng này ở lần lượt tại các vị trí 90 và 76. Ngoài ra "Be on You" còn xếp thứ 19 tại Mỹ, khiến nó trở thành đĩa đơn thứ sáu lọt vào Top 20 trong sự nghiệp của Flo Rida.
| Bảng xếp hạng (2009)             | Vị trí cao nhất |
| -------------------------------- | --------------- |
| Brazil (Brasil Hot 100 Airplay)  | 83              |
| Canada (Canadian Hot 100)        | 61              |
| Anh Quốc (OCC)                   | 51              |
| Hoa Kỳ Billboard Hot 100         | 19              |
| Hoa Kỳ Pop Airplay (Billboard)   | 18              |
| Hoa Kỳ Hot Rap Songs (Billboard) | 6               |